# Biloberizka, Verhovîna
Biloberizka (în ucraineană Білоберізка) este o comună în raionul Verhovîna, regiunea Ivano-Frankivsk, Ucraina, formată numai din satul de reședință.

## Demografie
Componența lingvistică a comunei Biloberizka
     Ucraineană (99,76%)
     Alte limbi (0,24%)
Conform recensământului din 2001, majoritatea populației comunei Biloberizka era vorbitoare de ucraineană (99,76%), existând în minoritate și vorbitori de alte limbi.